# 15 Pegasi
15 Pegasi är en misstänkt variabel i stjärnbilden Pegasus.
15 Pegasi har visuell magnitud +5,53 och varierar utan någon fastställd amplitud eller periodicitet. Den befinner sig på ett avstånd av ungefär 90 ljusår.